# KDU-ČSL
KDU-ČSL – czeska chrześcijańsko-demokratyczna partia polityczna, określana jako „ludowcy” (cz. lidovci) lub „chrześcijańscy demokraci” (cz. křesťanští demokraté). Do 2019 działała pod nazwą Unia Chrześcijańska i Demokratyczna – Czechosłowacka Partia Ludowa (cz. Křesťanská a demokratická unie – Československá strana lidová).

## Historia
KDU-ČSL swoje korzenie wiąże z powstałą w 1894 Partią Chrześcijańsko-Socjalistyczną. Sama Czechosłowacka Partia Ludowa (ČSL) została natomiast założona w styczniu 1919, jednocząc kilka partii katolickich. Jej przewodniczącym został Jan Šrámek, późniejszy premier rządu na uchodźstwie (1940–1945). Ugrupowanie wchodziło w skład tzw. piątki – grupy partii politycznych, które rezerwowały sobie prawo do odgrywania głównej roli w życiu politycznym Pierwszej Republiki Czechosłowackiej. W czasie istnienia Drugiej Republiki (1938–1939) ugrupowanie weszło w skład Partii Jedności Narodowej.
Po II wojnie światowej ponownie funkcjonowała jako samodzielna partia w kraju oraz na emigracji. W 1948 liczyła 500 tysięcy członków, jednak w następnym roku liczba ta została ograniczona do 20 tysięcy w związku ze stopniową likwidacją pluralizmu politycznego w okresie stalinizacji. Jako Czechosłowacka Partia Ludowa istniała do 1990, uczestnicząc we Froncie Narodowym Czechów i Słowaków, delegując swych przedstawicieli do parlamentu, rządu i rad narodowych. Pozostawała jednocześnie bez wpływu na politykę państwa (podobnie jak inne ugrupowania satelickie w krajach tzw. demokracji ludowej).
Ugrupowanie pod nazwą Unia Chrześcijańska i Demokratyczna – Czechosłowacka Partia Ludowa odrodziło się na początku transformacji ustrojowej. W 1989 ČSL zerwała związki z komunistami, a w 1992 przyjęła nową nazwę po połączeniu ze środowiskami chrześcijańskimi i agrarnymi. Partia KDU-ČSL, będąca ugrupowaniem o profilu konserwatywnym i chrześcijańsko-demokratycznym, opowiedziała się za gospodarką rynkową, w sferze wartości pozostając ugrupowaniem prawicowym, opowiadającym się za dialogiem państwa z Kościołem katolickim, zakazem przerywania ciąży, przeciw legalizacji małżeństw jednopłciowych oraz eutanazji. W 2010 określała się jako jedyna opoka dla prawicowych wyborców. Do 2010 uzyskiwała stabilne poparcie (6–10%), największe w tradycyjnie katolickich obszarach Moraw. Według własnych informacji liczyło około 38 tysięcy członków. W 2020 liczba członków wynosiła około 22 tysięcy (ludowcy pozostawali drugą najliczniejszą w Czechach partią po KSČM).
Do 2006 KDU-ČSL wielokrotnie wchodziła w skład różnych rządów, współtworząc centroprawicowe i centrolewicowe koalicje. W kolejnych rządach reprezentowali ją m.in. Cyril Svoboda i Miroslav Kalousek. Posiadała ministrów w prawicowych gabinetach, na czele których stał Václav Klaus (1992–1998), a także w rządzie technicznym, którym w 1998 kierował Josef Tošovský. Istotną rolę w powołaniu tego gabinetu odegrał przywódca ludowców Josef Lux. W okresie pobytu w opozycji chadecy wraz z innymi centrowymi i centroprawicowymi partiami przez kilka lat tworzyli tzw. Czwórkoalicję. W 1999 szeregi ugrupowania zasilił Petr Pithart, rok później wybrany na przewodniczącego Senatu.
Po wyborach w 2002 KDU-ČSL ponownie weszła do koalicji, tym razem z ČSSD i liberałami z US-DEU, współtworząc rządy premierów Vladimíra Špidli (2002–2004), Stanislava Grossa (2004–2005) i Jiříego Paroubka (2005–2006). W wyborach parlamentarnych w 2006 partia zajęła czwarte miejsce z poparciem 7,2%, co dało jej 13 z 200 mandatów w Izbie Poselskiej. W latach 2007–2009 była częścią centroprawicowej koalicji tworzącej drugi rząd Mirka Topolánka. W 2009 część jej członków (w tym były przewodniczący Miroslav Kalousek) odeszło z partii i znalazło się wśród założycieli nowego ugrupowania TOP 09.
W wyborach w 2010 partia nie przekroczyła wynoszącego 5% progu wyborczego, tracąc reprezentancję w niższej izbie czeskiego parlamentu. Konsekwencją wyborczej porażki była natychmiastowa dymisja Cyrila Svobody. Po kilku miesiącach nowym przewodniczącym partii został lokalny samorządowiec Pavel Bělobrádek. Pod jego przywództwem w wyborach w 2013 chadecy powrócili do parlamentu, a następnie dołączyli do trójpartyjnego rządu Bohuslava Sobotki, współtworzonego także przez socjaldemokratów i centrystów z ANO 2011.
Ludowcy utrzymali reprezentację poselską w wyborach w 2017, przechodząc następnie do opozycji. W 2019 partia przyjęła za swoją pełną nazwę dotychczasowy skrótowiec – KDU-ČSL. Przed wyborami w 2021 zawiązała koalicję z Obywatelską Partią Demokratyczną i TOP 09 pod nazwą SPOLU. Koalicja otrzymała 27,8% głosów (pierwsze miejsce) i 71 mandatów, z których 23 przypadły ludowcom. W tym samym roku ugrupowanie dołączyło do wielopartyjnej koalicji rządowej, która współtworzyła gabinet Petra Fiali.

## Współpraca
Ugrupowanie współpracuje z powiązanymi ze sobą organizacjami młodzieżowymi i instytutem badawczym. Na forum europejskim od 1996 związane jest z Europejską Partią Ludową, w której uzyskało status członkowski. Partia wydaje własne czasopismo „Nový hlas”.

## Przewodniczący ČSL i KDU-ČSL
ČSL
- 1919–1948: Jan Šrámek
- 1948–1951: Alois Petr
- 1951–1968: Josef Plojhar
- 1968–1973: Antonín Pospíšil
- 1973–1980: Rostislav Petera
- 1980–1981: František Toman
- 1981–1989: Zbyněk Žalman
- 1989–1990: Josef Bartončík
- 1990–1992: Josef Lux

KDU-ČSL
- 1992–1998: Josef Lux
- 1998–2001: Jan Kasal
- 2001–2003: Cyril Svoboda
- 2003–2006: Miroslav Kalousek
- 2006–2006: Jan Kasal (p.o.)
- 2006–2009: Jiří Čunek
- 2009–2010: Cyril Svoboda

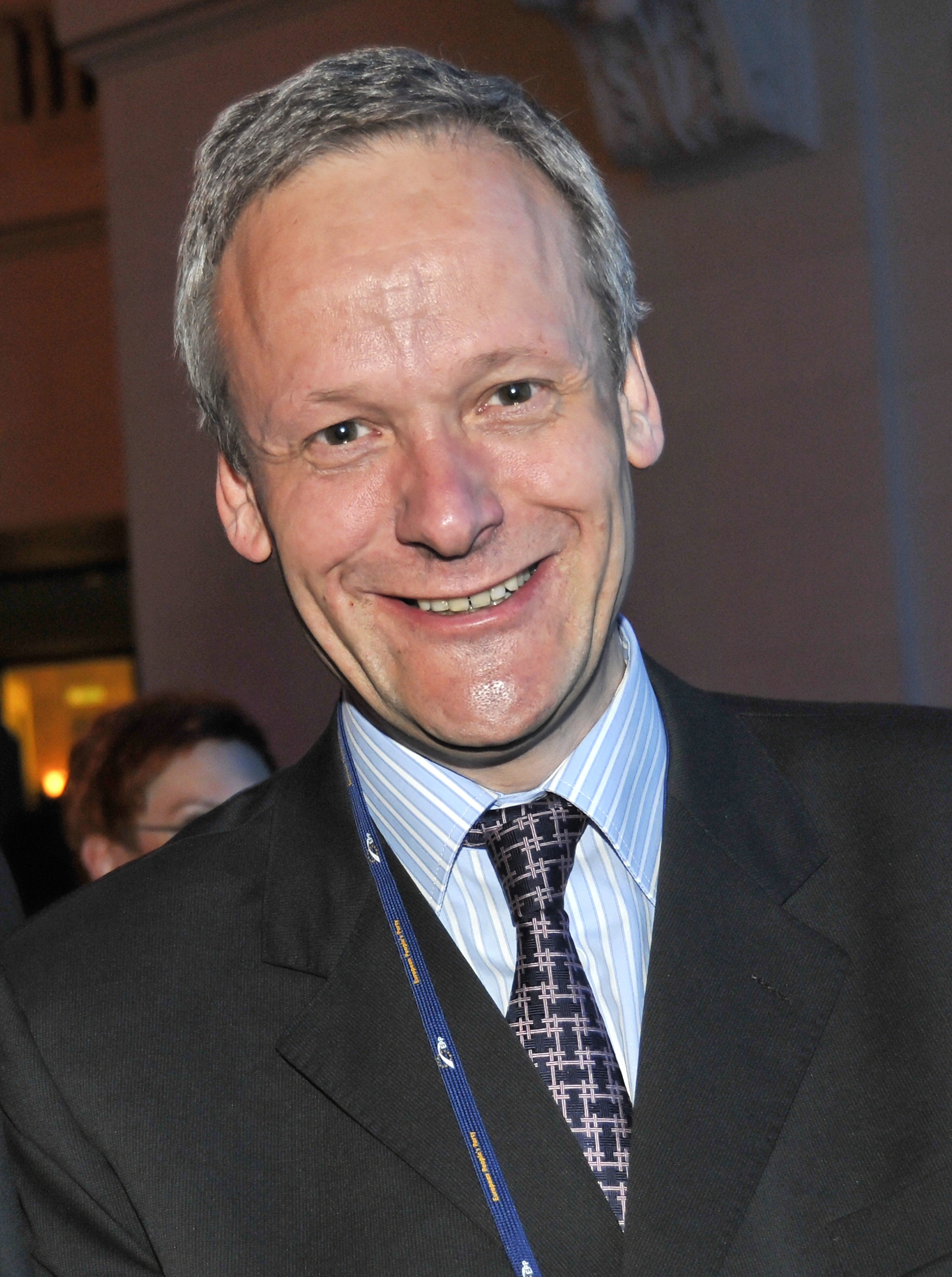
Cyril Svoboda

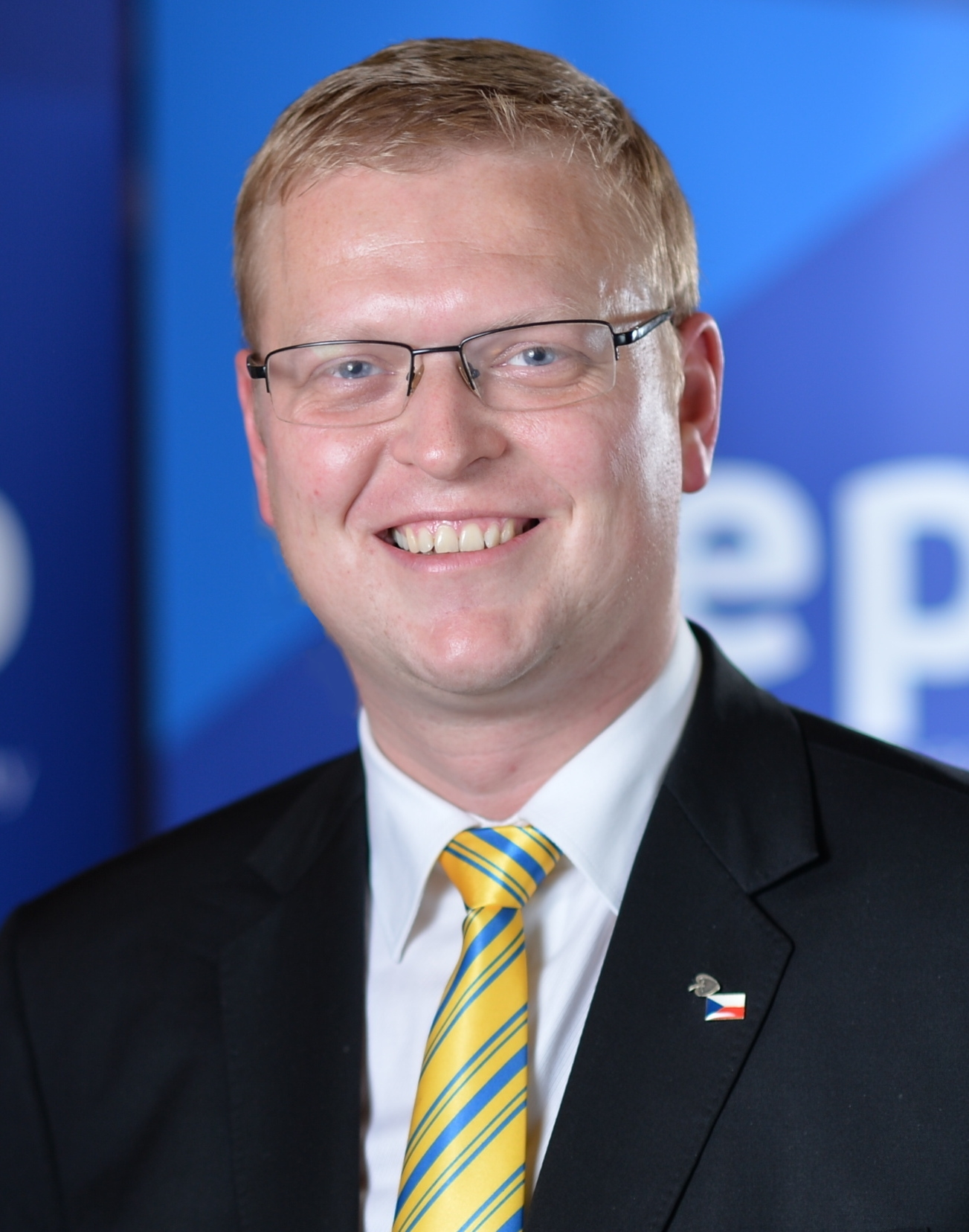
Pavel Bělobrádek

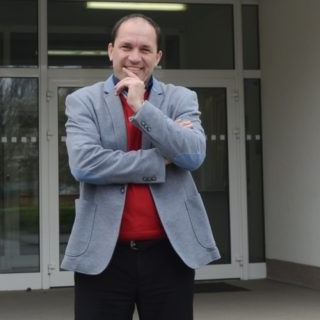
Marek Výborný

- 2010–2010: Michaela Šojdrová (p.o.)[3]
- 2010–2019: Pavel Bělobrádek
- 2019–2020: Marek Výborný
- 2020–2024: Marian Jurečka[21][22]
- od 2024: Marek Výborný[22]

## Wyniki wyborów

### Czechosłowacja
Zgromadzenie Narodowe (1920–1939)
| Wybory | Izba Poselska | Izba Poselska | Izba Poselska | Izba Poselska | Izba Poselska | Senat         | Senat     | Senat | Senat   | Senat   |
| Wybory | Głosy         | Głosy         | Głosy         | Mandaty       | Mandaty       | Głosy         | Głosy     | Głosy | Mandaty | Mandaty |
| Wybory | Liczba (tys.) | %             | +/–           | Liczba        | +/–           | Liczba (tys.) | %         | +/–   | Liczba  | +/–     |
| ------ | ------------- | ------------- | ------------- | ------------- | ------------- | ------------- | --------- | ----- | ------- | ------- |
| 1920   | 700           | 11,3 (2.)     | —             | 33/300        | —             | 622           | 11,9 (2.) | —     | 18/150  | —       |
| 1925   | 691           | 9,7 (3.)      | 1,6           | 31/300        | 2             | 618           | 10,1 (3.) | 1,8   | 16/150  | 2       |
| 1929   | 623           | 8,4 (5.)      | 1,3           | 25/300        | 6             | 560           | 8,7 (5.)  | 1,4   | 13/150  | 3       |
| 1935   | 616           | 7,5 (6.)      | 0,9           | 22/300        | 3             | 558           | 7,7 (6.)  | 1,0   | 11/150  | 2       |

Ustawodawcze Zgromadzenie Narodowe (1946–1948)
| Wybory | Głosy         | Głosy     | Mandaty |
| Wybory | Liczba (tys.) | %         | Liczba  |
| ------ | ------------- | --------- | ------- |
| 1946   | 1111          | 15,7 (3.) | 46/300  |

Zgromadzenie Narodowe (1948–1968, w ramach Frontu Narodowego)
| Wybory | Mandaty | Mandaty |
| Wybory | Liczba  | +/–     |
| ------ | ------- | ------- |
| 1948   | 23/300  | 23      |
| 1954   | 20/368  | 3       |
| 1960   | 16/300  | 4       |
| 1964   | 20/300  | 4       |

Zgromadzenie Federalne (1969–1990, w ramach Frontu Narodowego)
| Wybory | Izba Ludu | Izba Ludu | Izba Narodów | Izba Narodów |
| Wybory | Mandaty   | +/–       | Mandaty      | +/–          |
| ------ | --------- | --------- | ------------ | ------------ |
| 1971   | 8/200     | —         | 7/150        | —            |
| 1976   | 11/200    | 3         | 7/150        | 0            |
| 1981   | 13/200    | 2         | 5/150        | 2            |
| 1986   | 11/200    | 2         | 7/150        | 2            |

Zgromadzenie Federalne (1990–1992)
| Wybory | Izba Ludu      | Izba Ludu      | Izba Ludu | Izba Ludu | Izba Narodów   | Izba Narodów   | Izba Narodów  | Izba Narodów |
| Wybory | Głosy          | Głosy          | Mandaty   | Mandaty   | Głosy          | Głosy          | Mandaty       | Mandaty      |
| Wybory | Liczba (tys.)  | %              | Liczba    | +/–       | Liczba         | %              | Liczba (tys.) | +/–          |
| ------ | -------------- | -------------- | --------- | --------- | -------------- | -------------- | ------------- | ------------ |
| 1990   | koalicja z KDS | koalicja z KDS | 6/150     | 5         | koalicja z KDS | koalicja z KDS | 4/150         | 3            |
| 1992   | 388            | 4,1 (7.)       | 7/150     | 1         | 394            | 4,1 (7.)       | 7/150         | 3            |

Czeska Rada Narodowa (1968–1990, w ramach Frontu Narodowego)
| Wybory |         |     |
| Wybory | Mandaty | +/– |
| ------ | ------- | --- |
| 1968   | 16/150  | —   |
| 1971   | 15/200  | 1   |
| 1976   | 12/200  | 3   |
| 1981   | 14/200  | 2   |
| 1986   | 14/200  | 0   |

Czeska Rada Narodowa (1990–1992)
| Wybory | Głosy          | Głosy          | Mandaty | Mandaty |
| Wybory | Liczba (tys.)  | %              | Liczba  | +/–     |
| ------ | -------------- | -------------- | ------- | ------- |
| 1990   | koalicja z KDS | koalicja z KDS | 16/200  | 2       |
| 1992   | 406            | 6,3 (5.)       | 15/200  | 1       |

### Czechy
Izba Poselska
| Wybory | Głosy                   | Głosy                   | Głosy                   | Mandaty | Mandaty |
| Wybory | Liczba (tys.)           | %                       | +/–                     | Liczba  | +/–     |
| ------ | ----------------------- | ----------------------- | ----------------------- | ------- | ------- |
| 1996   | 489                     | 8,1 (4.)                | 1,80                    | 18/200  | 2       |
| 1998   | 537                     | 9,0 (4.)                | 0,9                     | 20/200  | 2       |
| 2002   | koalicja z US-DEU       | koalicja z US-DEU       | koalicja z US-DEU       | 22/200  | 2       |
| 2006   | 387                     | 7,2 (4.)                | —                       | 13/200  | 9       |
| 2010   | 230                     | 4,4 (6.)                | 2,8                     | 0/200   | 13      |
| 2013   | 337                     | 6,8 (7.)                | 2,4                     | 14/200  | 14      |
| 2017   | 294                     | 5,8 (7.)                | 1,0                     | 10/200  | 4       |
| 2021   | koalicja z ODS i TOP 09 | koalicja z ODS i TOP 09 | koalicja z ODS i TOP 09 | 23/200  | 13      |

Senat
| Wybory | Mandaty           | Mandaty | Mandaty |
| Wybory | W danych wyborach | Ogółem  | +/–     |
| ------ | ----------------- | ------- | ------- |
| 1996   | 13/81             | 13/81   | —       |
| 1998   | 7/27              | 16/81   | 3       |
| 2000   | 8/27              | 21/81   | 5       |
| 2002   | 1/27              | 16/81   | 5       |
| 2004   | 3/27              | 14/81   | 2       |
| 2006   | 4/27              | 10/81   | 4       |
| 2008   | 0/27              | 7/81    | 3       |
| 2010   | 2/27              | 6/81    | 1       |
| 2012   | 2/27              | 4/81    | 2       |
| 2014   | 5/27              | 10/81   | 5       |
| 2016   | 6/27              | 14/81   | 4       |
| 2018   | 2/27              | 13/81   | 1       |
| 2020   | 3/27              | 11/81   | 2       |
| 2022   | 7/27              | 12/81   | 1       |
| 2024   | 2/27              | 12/81   | 0       |

Parlament Europejski
| Wybory | Głosy                    | Głosy                    | Głosy                    | Mandaty | Mandaty |
| Wybory | Liczba (tys.)            | %                        | +/–                      | Liczba  | +/–     |
| ------ | ------------------------ | ------------------------ | ------------------------ | ------- | ------- |
| 2004   | 223                      | 9,6 (4.)                 | —                        | 2/24    | —       |
| 2009   | 180                      | 7,7 (4.)                 | 1,9                      | 2/22    | 0       |
| 2014   | 151                      | 10,0 (5.)                | 2,30                     | 3/21    | 1       |
| 2019   | 172                      | 7,2 (6.)                 | 2,8                      | 2/21    | 1       |
| 2024   | koalicja z ODS i TOP 09) | koalicja z ODS i TOP 09) | koalicja z ODS i TOP 09) | 1/21    | 1       |